# 트위그 (템플릿 엔진)
트위그(Twig)는 PHP 프로그래밍 언어를 위한 템플릿 엔진이다. 문법은 진자와 장고 템플릿에서 기원한다. BSD 허가서로 라이선스된 오픈 소스 제품이며 유지보수자는 Fabien Potencier이다. 최초 버전 개발자는 Armin Ronacher이다. 심포니 PHP 프레임워크는 버전 2부터 기본 템플릿 엔진으로서 트위크 지원을 기본 내장하고 있다.

## 지원 통합 개발 환경
- 이클립스 (소프트웨어)
- 넷빈즈
- 젯브레인즈

## 지원 문서 편집기
- 아톰 (문서 편집기)
- 이맥스
- Notepad++ (트위그 하일라이터를 통해)
- 서브라임 텍스트
- 텍스트메이트
- Vim
- 브래킷
- 비주얼 스튜디오 코드
- 서브에사에딧

## 예시
```
{%
 
extends
 
"base.html"
 
%}

{%
 
block
 
navigation
 
%}

    
<
ul
 
id
=
"navigation"
>

    
{%
 
for
 
item
 
in
 
navigation
 
%}

        
<
li
>

            
<
a
 
href
=
"
{{
 
item.href
 
}}
"
>

                
{%
 
if
 
item.level
 
==
 
2
 
%}
&nbsp;&nbsp;
{%
 
endif
 
%}

                
{{
 
item.caption
|
upper
 
}}

            
</
a
>

        
</
li
>

    
{%
 
endfor
 
%}

    
</
ul
>

{%
 
endblock
 
navigation
 
%}

```

## 같이 보기
- 스마티